# Bundesverband der Deutschen Ziegelindustrie
Der Bundesverband der Deutschen Ziegelindustrie e.V. mit Sitz in Berlin vertritt rund 90 Hersteller von Pflasterklinkern, Vormauer- und Hintermauerziegeln und Dachziegeln die deutschlandweit erwirtschaftet die Branche mit rund 8500 Mitarbeiter einen Jahresumsatz von 1,5 Milliarden Euro.

## Geschichte
Seinen Ursprung hat der Verein in der Gründung des Deutschen Vereins für die Fabrication von Ziegeln, Tohnwaaren, Kalk und Cement im Jahr 1865, ehe 1897 mit dem Verband deutscher Tonindustrieller erstmalig eine Institution ausschließlich für Ziegelhersteller gegründet wurde. Nach mehreren Aufsplittungen und Fusionen der Interessenverbände der Ziegelindustrie entstand daraus 1951 in Bonn der Bundesverband der Deutschen Ziegelindustrie e.V. Im Jahr 2018 zog die Geschäftsstelle des Vereins von Bonn nach Berlin. Im Zuge einer Verbändereform aus dem Jahr 2020 wurde die bislang eigenständige Arbeitsgemeinschaft Mauerziegel sowie das Ziegel-Zentrum Süd, eine Organisation für Hochschularbeit im Bereich Architektur und Bauingenieurswesen, zum 1. Januar 2021 in den Bundesverband integriert.

## Organisation

### Vorstand
Der Vorstand zählt aktuell 11 Mitglieder, darunter das Präsidium bestehend aus Präsident Stefan Jungk (JuWö Poroton) sowie den zwei Vizepräsidenten Hans Helmuth Jacobi (Jacobi-Walther) und Johannes Edmüller (Schlagmann Poroton). Gewählt werden die Mitglieder des Vorstands für zwei Jahre.

### Mitgliedsstruktur
Der Verband hat mit Stand 2/2022 acht Unternehmen als Direktmitglieder sowie vier Landes- bzw. Fachverbände und 16 Fördermitglieder.

### Ausschüsse
Der Bundesverband hat insgesamt sechs Ausschüsse, die sich an den Produkten der Industrie, Dach-, Vormauer- und Hintermauerziegel sowie Pflasterklinker orientieren. Zudem gibt es noch einen Umweltausschuss sowie einen sozialpolitischen Ausschuss mit dem Schwerpunkt Tarifpolitik.

## Deutscher Ziegelpreis
Der Deutsche Ziegelpreis wurde seit 2011 alle zwei Jahre vom Ziegel-Zentrum Süd ausgelobt, durch die Verbändereform 2020 ist nun der Bundesverband der Organisator.

## Profil
Die zentralen Aufgaben des Verbands sind die politische Interessenvertretung in Produktions- und Nachfragethemen sowie das technische Lobbying. Der Bundesverband wirkt u. a. in zahlreichen Normungsgremien des DIN mit. Der Verband ist Mitglied im Bundesverband Baustoffe – Steine und Erden sowie auf europäischer Ebene bei Tiles and Bricks Europe (TBE).